# أريغارون ثلجي
أريغارون ثلجي (الاسم العلمي:Erigeron nivalis) هو نوع من النباتات يتبع جنس الأريغارون من الفصيلة النجمية.